# A luta continua!

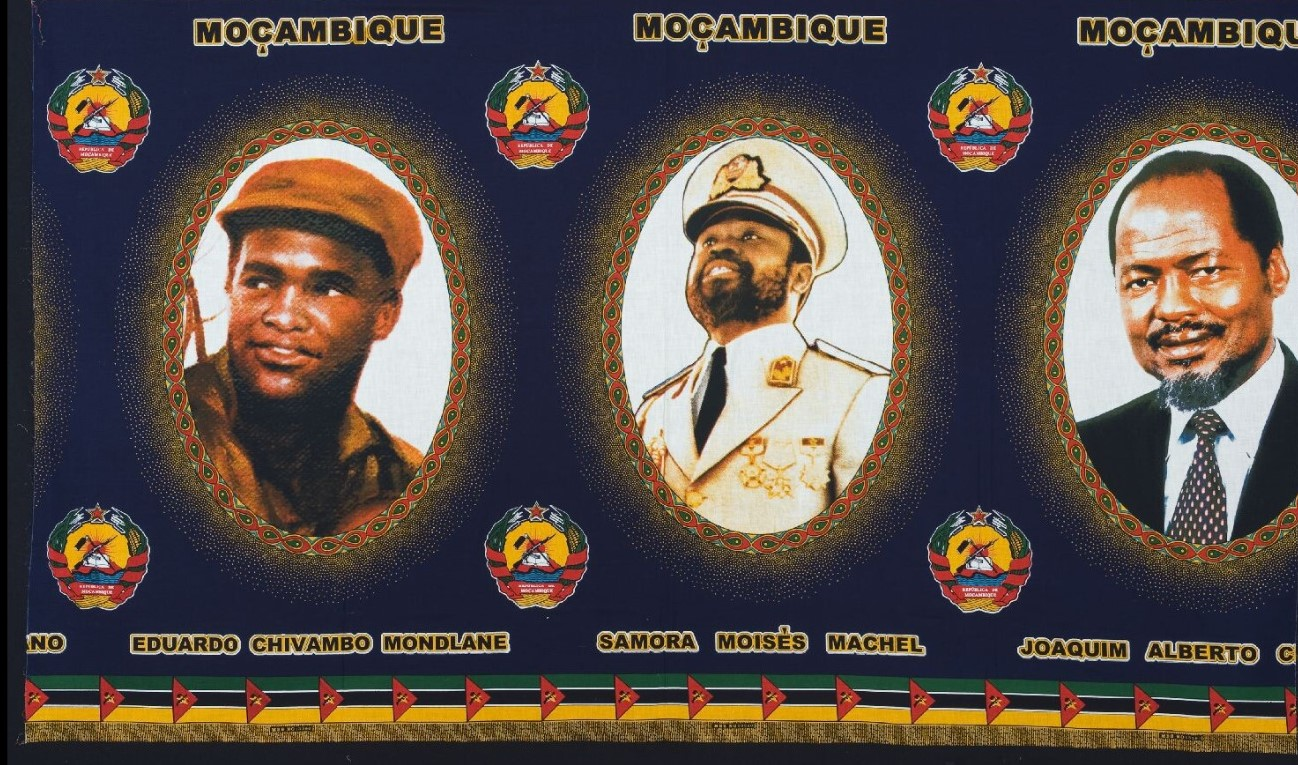
Los retratos de Eduardo Mondlane, su sucesor Samora Machel, y su sucesor Joaquim Chissano, en una capulana mozambiqueña.

A luta continua! (en español, «¡La lucha continúa!») fue el grito de guerra usado por el Frente de Liberación de Mozambique (FRELIMO) durante la guerra de independencia (1964-1975) que llevó a la independencia de la excolonia portuguesa. El lema fue acuñado por el primer presidente del FRELIMO, Eduardo Mondlane, para movilizar a la población mozambiqueña a la lucha armada, y todavía hoy se usa por diversos movimientos activistas y en la cultura popular, tanto en Mozambique como en el resto del mundo.

## Origen
La primera vez que se formuló la frase fue en un discurso de Mondlane en 1967:

Não há antagonismo entre as realidades da existência de vários grupos étnicos e a Unidade Nacional. Nós lutamos juntos, e juntos reconstruímos e recriamos o nosso país, produzindo uma nova realidade – um Novo Moçambique, Unido e Livre. A luta continua!
Eduardo Mondlane, 1967

Tras el asesinato de Mondlane en 1969, su sucesor Samora Machel continuó usando el lema para promover el apoyo popular durante la post-independencia y movilizar a la población hacia un nuevo Mozambique. En 1974, A luta continua! fue el título del libro que recogía los discursos de Machel, publicado por la editorial portuguesa Afrontamento.
A luta continua se considera un lema no oficial de Mozambique, y aún hoy se pueden encontrar carteles con la frase por las calles de Maputo.

## Uso en otros movimientos sociales

### África
En 2011, varios activistas LGBT asistieron al funeral del activista gay ugandés David Kato con camisetas en las que se podía leer Aluta Continua. También ha sido adoptada por el líder de la oposición de Uganda, Bobi Wine.
A luta continua! se usa ampliamente en Nigeria por movimientos estudiantiles y activistas. Las protestas, disturbios y otras acciones para exigir los derechos de los estudiantes nigerianos (NANS) se denominan Aluta. Es el lema de la Unión de Estudiantes de Nigeria en todas las instituciones académicas de educación superior. Generalmente se da en su totalidad: A luta continua; vitória é certa, que significa «La lucha continúa; la victoria es segura».
A luta continua! es popular entre los movimientos sociales de Sudáfrica; El partido de izquierdas EFF lo usa como eslogan y la organización estudiantil SASCO también. La frase también fue usada como lema durante las protestas sudafricanas Fees Must Fall ocurridas en 2016.

### América
A luta continua! fue usada tras el trágico asesinato de Galdino Jesus dos Santos, ocurrido en Brasilia en 1997, un indígena de origen pataxó que fue quemado vivo por cinco jóvenes blancos, hijos de altos cargos políticos y de personas influyentes. El cruel acto fue el reflejo del racismo que sufre Brasil hasta día de hoy. Los asesinos nunca fueron condenados, pero el asesinato de Galdino se convirtió en un motivo para proseguir la lucha indígena. Varios artistas le han dedicado canciones a Galdino, entre ellos el sound system Dubdem.

### Asia
A luta continua! fue una frase típica de la resistencia de Timor Oriental contra la ocupación indonesa, hasta la independencia de la nación lusoparlante en 2002. Los movimientos LGTB de Timor Oriental también se han apropiado de esta frase para su lucha.
La frase también ha sido utilizada por activistas de derechos humanos en Indonesia que exigieron acciones del gobierno para casos no resueltos de violaciones de derechos humanos. La frase ganó fuerza especialmente después de las protestas y disturbios indonesios de 2019.

## En la cultura popular

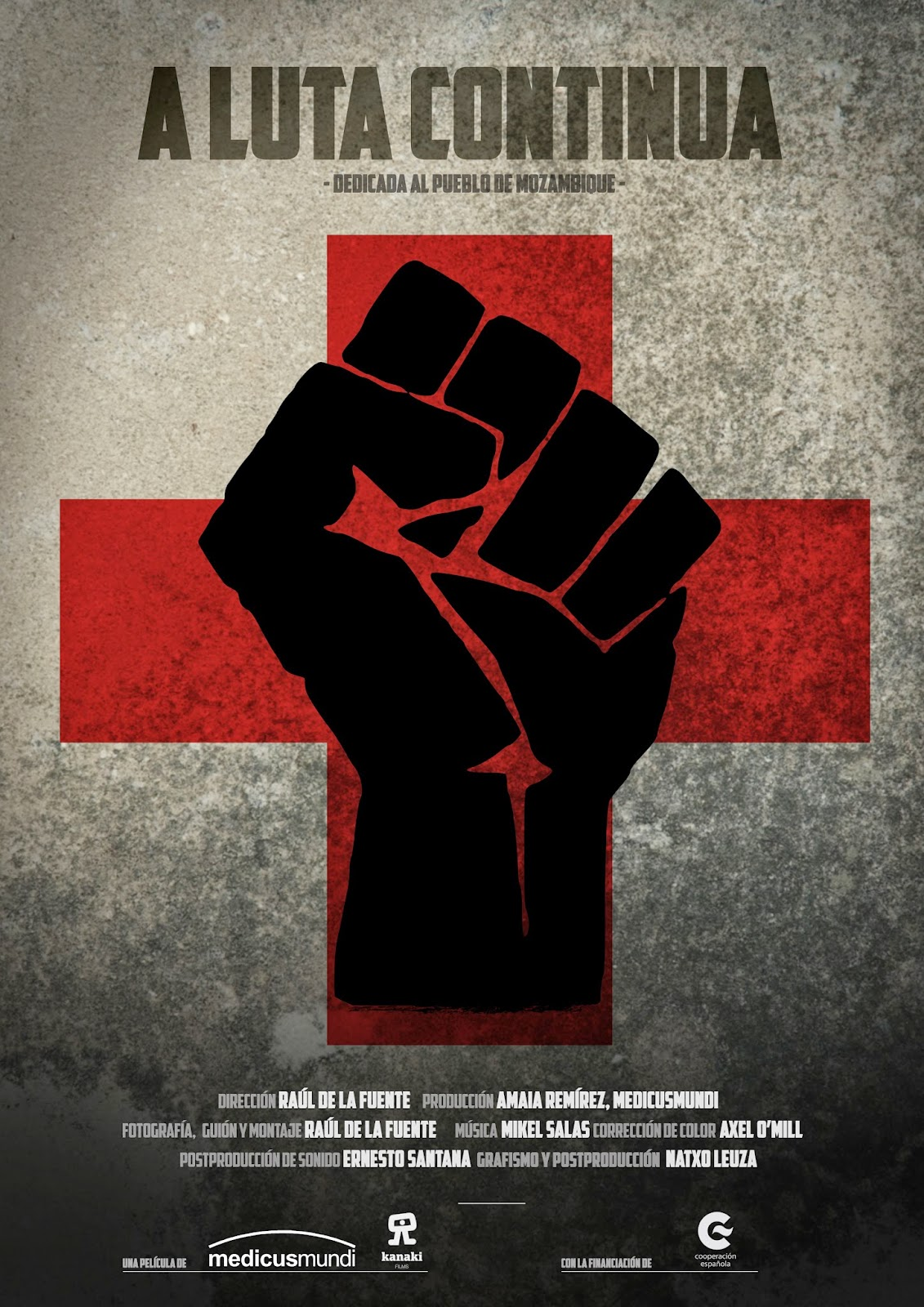
A Luta Continua, documental de 2014

### Cine
La frase también se ha utilizado como título de una película de 1971 sobre la lucha por la independencia de Mozambique. Además, la frase aparece al final de los créditos finales de cuatro películas del director estadounidense Jonathan Demme:
- Philadelphia (1993)
- The Silence of the Lambs (1991)
- Married to the Mob (1988)
- Something Wild (1986)

En 2014, Medicus Mundi y Kanaki Films lanzaron el documental A Luta Continua, dirigido por Raúl de la Fuente, sobre las dificultades que enfrenta el sistema de salud en Mozambique.

### Música
A luta continua es el título de una famosa canción de la cantante sudafricana Miriam Makeba, escrita por su hija Bongi tras asistir a la ceremonia de independencia de Mozambique en 1975. Posteriormente fue lanzada en el álbum Welela (1989). El compositor australiano Martin Wesley-Smith compuso la canvión A Luta Continua, para apoyar la lucha de los timorenses orientales contra la ocupación indonesa.
Otras canciones tituladas A Luta Continua: 
- A Luta Continua (1975), por David Zé
- A Luta Continua (1986), por Big Youth
- A Luta Continua (2004), por Ena Pá 2000
- A Luta Continua (2015), por Cidade Verde Sounds y Adonis
- A Luta Continua (2015), por Santa Morte
- A Luta Continua (2016), por Rap Plus Size
- A Luta Continua (2017), por Motivés
- A Luta Continua (2018), por Forró da Gota y Lívia Mattos
- A Luta Continua (2018), por NGA
- A Luta Continua (2018), por Tiqur Anbessa y Kibir La Amlak

### Otros
Se puede ver claramente a un hombre sosteniendo un cartel con A Luta Continua en el mural Reading Black History Mural sobre la historia negra, pintado en 2017 en el Reading Central Club de Reading, Reino Unido.

### Lectura complementaria
- Isaacman, A. F. (1978). A Luta Continua: Creating a New Society in Mozambique. Fernand Braudel Center for the Study of Economies, Historical Systems, and Civilizations.
- University of Cape Town. International Labour Research and Information Group (1987). Mozambique: A Luta Continua! (en inglés). International Labour Research and Information Group. ISBN 0799211168.
- Rabe, L. (2020). A Luta Continua: A history of media freedom in South Africa (en inglés). African Sun Media. ISBN 1928480810. Consultado el 30 de abril de 2021.